# Hauptwil-Gottshaus
Hauptwil-Gottshaus is een gemeente en plaats in het Zwitserse kanton Thurgau, en maakt deel uit van het district Weinfelden.
Hauptwil-Gottshaus telt 1865 inwoners.

## Geschiedenis
Tot eind 2010 behoorde de gemeente tot het opgeheven district Bischofszell.